# Новоселиця (Оліївська сільська громада)
Новосе́лиця — село в Україні, у Житомирському районі Житомирської області. Населення становить 55 осіб.

## Географія
Село розташоване на лівому березі річки Лісової Кам'янки. Межує з сусідніми селами: на південному заході з Кам'янкою, на північному заході з Вишполем, на північному сході з Піщанкою, на сході з Оліївкою, на південному сході з Сонячним. Від села на південній стороні розташоване озеро «Мельком» та автошлях М06 (автомобільний шлях міжнародного значення на території України, Київ — Чоп (державний кордон з Угорщиною).)

## Історія
Село виникло не пізніше 1939 року, очевидно на місці зселеної колонії Кам'янки. Станом на 01.10.1941 року значиться як село — центр Новоселицької сільської управи. На 10.02. 1952 року — хутір Кам'янської сільської ради Житомирського району. Підпорядковувалась Іванівській сільській (12.05.1958 р.), Соколовогірській селищній (10.03. 1966 р.) радам. З 11.03.1971 р. в складі Кам'янської сільської ради .

## Населення

### Мова
Розподіл населення за рідною мовою за даними перепису 2001 року:
| Мова       | Кількість | Відсоток |
| ---------- | --------- | -------- |
| українська | 54        | 98.18%   |
| російська  | 1         | 1.82%    |
| Усього     | 55        | 100%     |